# Biểu tình của người Sahrawi 2010
Trại biểu tình Gdeim Izik là một trại biểu tình ở Tây Sahara từ ngày 9 tháng 10 năm 2010. Mặc dù các cuộc biểu tình ban đầu diễn ra trong hòa bình, nhưng sau đó đã xảy ra đụng độ giữa người dân Sahrawi và lực lượng an ninh Maroc.
Nhà hoạt động chính trị Noam Chomsky nêu ý kiến rằng sự kiện này tạo nên khởi đầu của Mùa Xuân Ả Rập, trong khi hầu hết các nguồn tin coi vụ tự thiêu của Mohamed Bouazizi ở Tunisia vào ngày 17 tháng 12 năm 2010 là khởi đầu thực sự.

## Di sản
Các nhà thơ Hadjatu Aliat Swelm và Hossein Moulud đã viết về cuộc sống ở trại biểu tình này.